# Maria di Molina
Maria di Molina detta la Grande. Maria anche in aragonese, in catalano, in portoghese, in basco, in tedesco e in fiammingo, María in spagnolo, in galiziano, in asturiano, Mary in inglese e Marie in francese (1264 – Valladolid, 1º luglio 1321) fu regina consorte di Castiglia e León dal 1284 al 1295, poi reggente per il figlio Ferdinando IV (1295-1301) e per il nipote Alfonso XI (1312-1321).

## Origine
Maria, secondo il Chronicon de Cardeña era figlia di Alfonso di Molina e, come riporta il Nobiliario de D. Pedro Conde de Bracelos della sua terza moglie, Mayor Téllez di Meneses, signora di Montealegre e Tiedra e figlia di Alfonso Tellez de Meneses e di Maria Annes de Lima.

Alfonso di Molina  era figlio del re di León Alfonso IX, e della seconda moglie, Berenguela I, che fu Regina di Castiglia, in quanto, ancora secondo il Chronicon de Cardeña, era fratello del Re di Castiglia e León, Ferdinando III (Infant D. Alfonso qui dicen de Molina è hermano del Rey D. Ferrando), che secondo la cronaca di Alberico delle Tre Fontane, era figlio di Alfonso IX e Berenguela (Berengaria) (Berengaria qui regi Legionensi id est regi Galicie peperita Fernandum successorem regis parvi in Castella et Toledo), che, ancora secondo la cronaca di Alberico delle Tre Fontane, era la figlia primogenita del re di Castiglia, Alfonso VIII e di Eleonora Plantageneta.

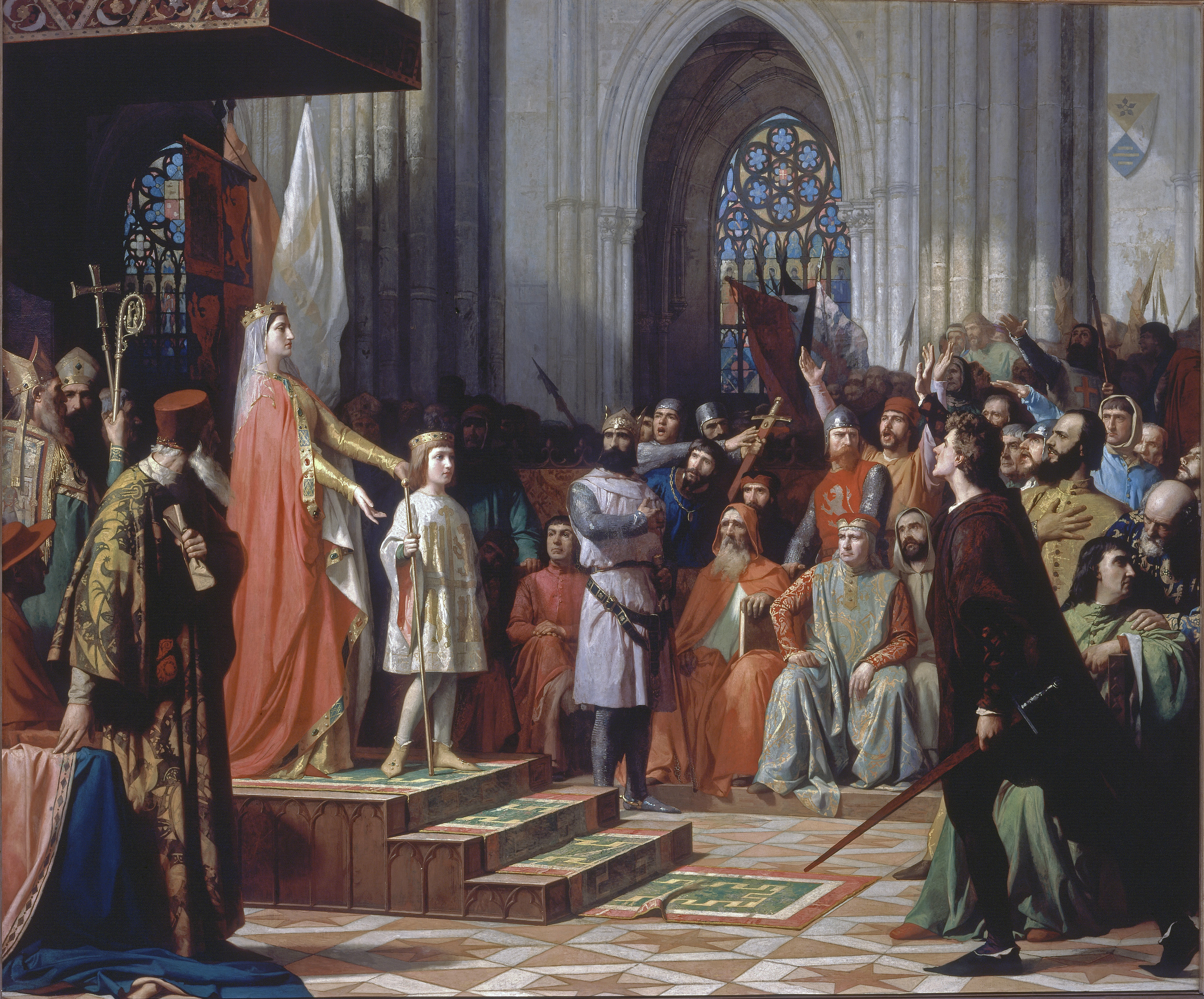
Maria di Molina presenta suo figlio Ferdinando IV alle Cortes di Valladolid nel 1295

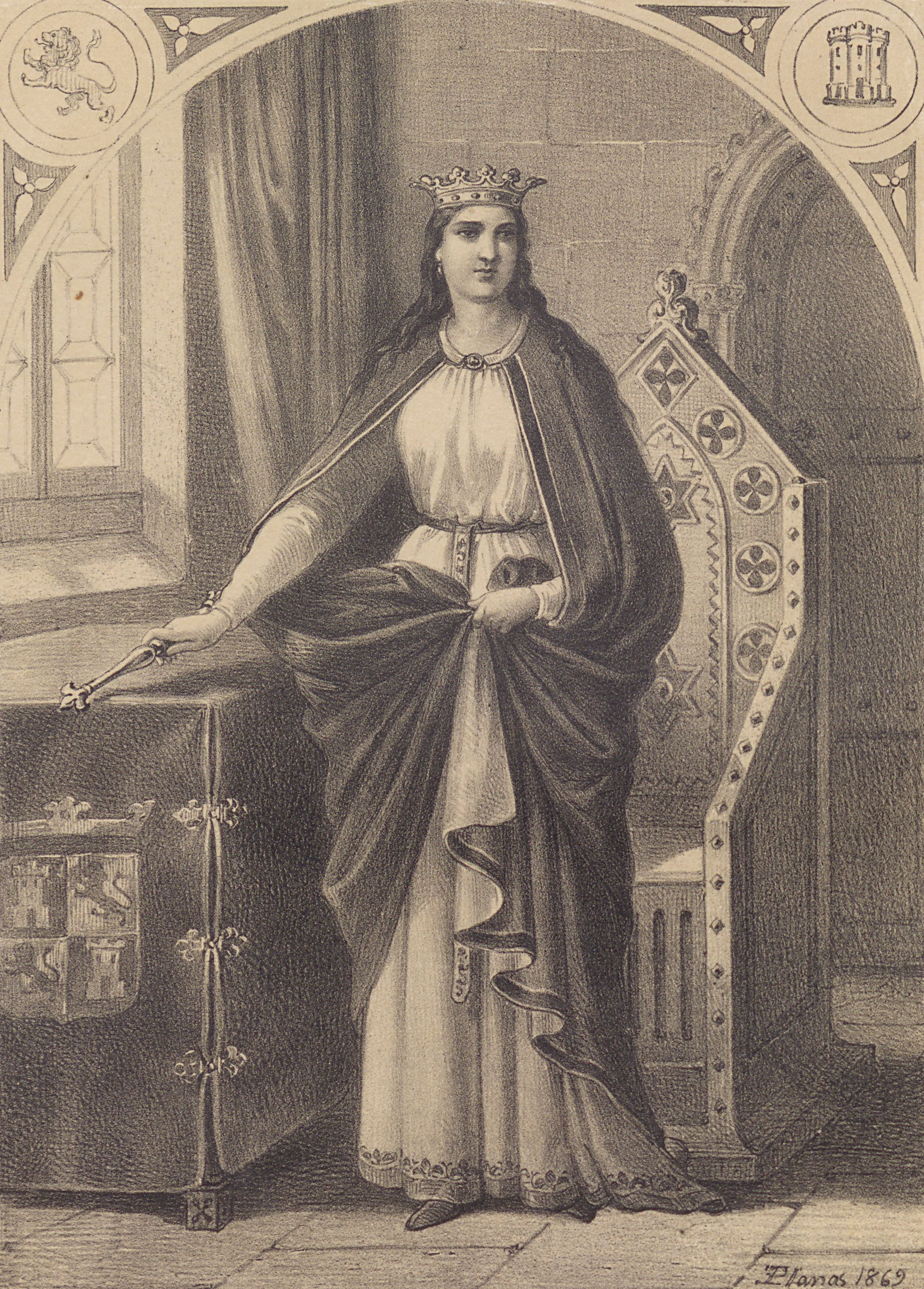
Maria di Molina

## Biografia
Maria rimase orfana di padre all'età di circa sei anni; infatti suo padre, Alfonso, secondo il Diccionario biográfico español, Real Academia de la Historia, morì a Salamanca il 6 gennaio 1272 all'età di 70 anni e fu sepolto provvisoriamente nel monastero di San Francisco a Salamanca, ed in seguito, le sue spoglie furono trasferite a Calatrava la Nueva come da sua volontà.
Ancora secondo il Diccionario biográfico español, Real Academia de la Historia, Maria aveva conosciuto l'erede al trono Sancho, in quanto prima del 1280 era stata madrina di battesimo di Violante, la figlia che Sancho aveva avuto dall'amante Maria Alfonso de Meneses.
Sancho, contravvenendo al contratto matrimoniale con Guglielma di Bearn, come riportato nel Tome III dello Spicilegium, ancora, secondo il Chronicon de Cardeña sposò Maria, figlia di Alfonso di Molina (El Rey D. Sancho…fue casado con la Reyna Doña Maria…fija del Infant D. Alfonso…de Molina…hermano del Rey D. Ferrando); infatti si sposarono, nel luglio del 1282, nella cattedrale di Toledo, come riporta il Chronicon Domini Joannis Emmanuelis; Sancho, come conferma il documento n° LV, datato 9 luglio 1258, dei DOCUMENTOS DE LA Iglesia Colegial de Santa María la Mayor (hoy Metropolitana) DE VALLADOLID, Siglo XIII era il figlio maschio secondogenito del re di Castiglia e di León e futuro re dei Romani, Alfonso X e di Violante d'Aragona (Rey Don Alfonso, regnant en uno con la Reyna donna Yolant mi mujer et con nuestro ffijo el Infante don Ferrando primero et yeredero e con nuestro ffijo el Inffante don Sancho) (1236-1301), che, come riporta la Cronaca piniatense, era figlia del Re di Aragona, Conte di Barcellona e delle altre contee catalane, re di Valencia e di Maiorca, signore di Montpellier e Carladès, Giacomo I il Conquistatore e della principessa ungherese Violante, figlia del re di Ungheria Andrea II e della principessa di Costantinopoli Iolanda di Courtenay.

Questo matrimonio, per la legge canonica, non era valido per evidenti vincoli di parentela (il nonno di Sancho, Ferdinando III e il padre di Maria, Alfonso di Molina erano fratelli); l'unione matrimoniale fu legittimata, nel 1301, sei anni dopo la morte di Sancho, da papa Bonifacio VIII.
Poco tempo dopo, nel 1284, secondo lo storico Szabolcs de Vajay, Maria ricevette comunque in dote Valladolid, Toro, Écija, Zafra e Astudillo.
Alfonso X morì il 4 aprile 1284, a Siviglia, dove fu inumato nella cattedrale di Santa Maria, accanto ai genitori, come riporta il Diccionario biográfico español, Real Academia de la Historia.

Dopo la morte di Alfonso X il Saggio (1284), Sancho si proclamò re di Castiglia e di León, in aperto contrasto con la volontà del vecchio re che aveva designato come erede del regno di Castiglia il figlio maggiore del suo primogenito Ferdinando de la Cerda (morto nel 1275), Alfonso de la Cerda, ed erede del regno di León il figlio Giovanni, che lo riconobbe come Sancho IV e si legò al Signore di Biscaglia, Lope Díaz III, della famiglia de Haro, sostenitori di Sancho IV (il fratello di Lope, Diego López V d'Haro era l'alfiere del re tra il 1284 e il 1288).
Sancho IV aveva usurpato il trono al nipote e questo fatto diede origine a un aspro periodo di lotte interne tra il nuovo re e la fazione vicina al legittimo erede, sostenuta dagli Aragonesi, che dal 1285 avevano un nuovo re, Alfonso III.

Nel 1288 Lope e Giovanni cospirarono contro il re e, l'8 giugno, ad Alfaro Lope Díaz III de Haro fu ucciso; anche Giovanni, era destinato a morire per ordine di suo fratello ma venne risparmiato per intervento della regina Maria, venendo accusato di complotto e imprigionato; la morte di Lope e la cattura di Giovanni ad Alfaro, ad opera di Sancho IV è riportata nel Chronicon Domini Joannis Emmanuelis (interfecit Rex Dns Sancius Comitem Dnm Lupum, in Alfaro. Et cepit infantem Dnm Joannem germanium proprium).
Il pretendente alla corona di Castiglia, Alfonso, che dal 1276 si era rifugiato in Aragona e, nel 1288, a Jaca era stato proclamato re di Castiglia da Alfonso III di Aragona, come riporta la Gran enciclopedia catalanae, con l'appoggio dei suoi sostenitori castigliani, diede inizio a una guerra civile che portò anche i due regni di Castiglia e di Aragona a una guerra di frontiera, con battaglie nell'aprile e luglio del 1289, settembre del 1290 e febbraio del 1291.
Comunque, anche per il fatto che dopo la morte di Alfonso III di Aragona, nel 1291, i rapporti tra Sancho IV e il nuovo re d'Aragona, Giacomo II, migliorarono (nel dicembre del 1391, fu concordato il matrimonio tra il nuovo re d'Aragona, Giacomo II e la primogenita di Sancho IV e Maria, Isabella di Castiglia) e la guerra di confine cessò e Sancho ebbe la meglio sui nemici interni e regnò sino alla sua morte.

Il 25 aprile 1295, a Toledo, il re di Castiglia Sancho IV, come riporta il Chronicon Domini Joannis Emmanuelis (Era M. CCC. XXXIII. obiit Rex Dns Sancius Toleti, in mense Aprilis), e lasciava il trono delle mani del figlio Ferdinando di soli nove anni, come riporta il Chronicon Conimbricensi (Era MCCCXXXIII. III Kal Mai obiit Dñs Sancius Rex Castellæ et in ipsa era regnavit Dñs Fernandus filius ejus pro eo).

Sancho fu inumato a Toledo, nella Cattedrale di Santa María de Toledo.

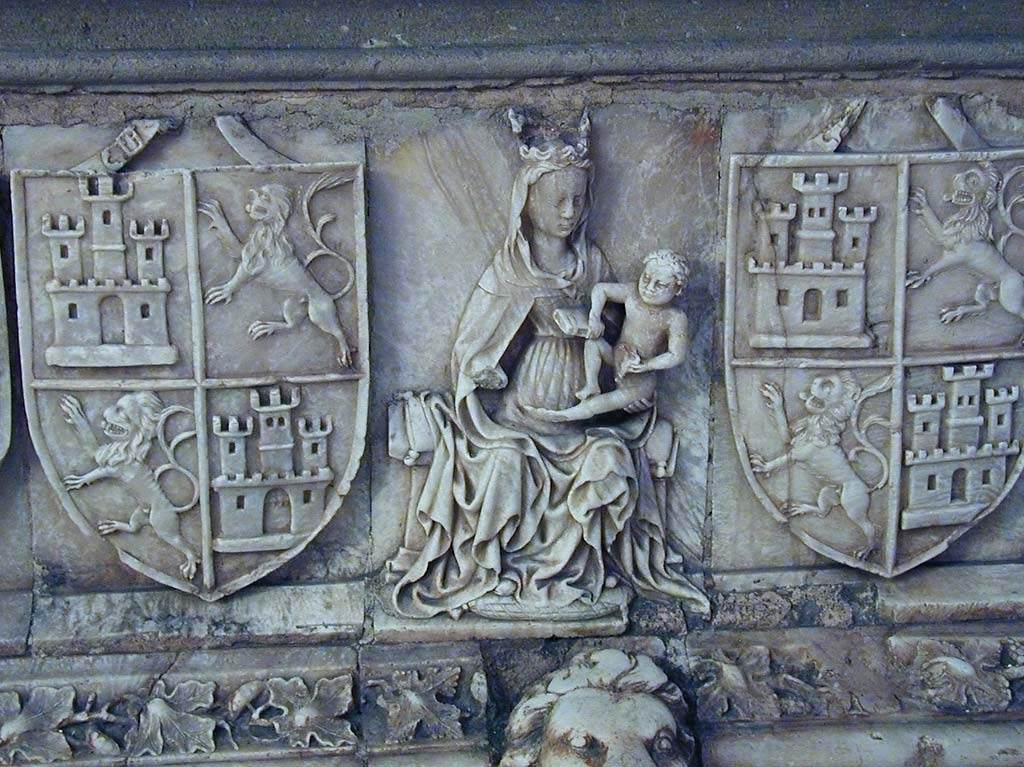
Sarcofago di Maria di Molina nel Monastero di las Huelgas Reales, Valladolid

Il figlio di Sancho e Maria, nello stesso anno, fu incoronato col nome di Ferdinando IV e Maria, quale tutrice, venne nominata reggente del regno, coadiuvata dal prozio di Ferdinando, Enrico, restando in carica sino al 1302; secondo il Chronicon Domini Joannis Emmanuelis, il re Ferdinando IV uscì dalla tutela di Enrico (dimisit tutoriam Infans Dns Henricus, in mense February) nel febbraio del 1302.
Il pretendente alla corona di Castiglia, Alfonso de la Cerda fece le sue richieste sempre più pressanti, con l'appoggio del re d'Aragona, Giacomo II.
SfruttandoSfruttando questa situazione di incertezza e approfittando della giovane età del nuovo re di Castiglia, il re del Portogallo, Dionigi dichiarò guerra alla Castiglia, che si affrettò a restituire le città di Serpa e Moura e inoltre a cedere al Portogallo le città di Aroche e Aracena, come riporta lo storico britannico Edgar Prestage.
L'anno seguente Dionigi invase e annesse il distretto di Ribacôa (oggi comprende i municipi di Almeida, Figueira de Castelo Rodrigo, Pinhel e Sabugal), compreso tra i fiumi Côa e Duero.
Nel 1297, fu siglato il trattato di Alcañices, dove Dionigi e la reggente Maria con Ferdinando IV, riconosciuto il Ribacôa al Portogallo sancivano una pace della durata di quarant'anni, che prevedeva amicizia e mutua difesa.
Nel 1301, dopo aver visto convalidato il suo matrimonio con Sancho IV, dato che il figlio Ferdinando IV, il 31 dicembre, aveva raggiunto la maggior età, Maria, dal 1302, si ritirò a vita privata, anche perché i rapporti coll'ingrato (la madre gli aveva salvato il trono) figlio non furono dei migliori.
Nel 1312, però alla morte del figlio Ferdinando IV, Maria, assieme al figlio, Pietro, fu nominata tutrice del nipotino, di pochi mesi, Alfonso, e dovette assumere nuovamente la reggenza che tenne sino alla sua morte.

Nel 1321, Maria aveva fatto testamento, riportato nella Historia Genealógica de la Casa de Lara, Volume 1.

Maria morì a Valladolid nel luglio del 1321 e fu tumulata a Valladolid, nel monastero de las Huelgas Reales.

Stemma

## Figli
Maria a Sancho diede sette figli:
- Isabella di Castiglia (1283-1328), sposò nel 1291 il re d'Aragona, Giacomo II il Giusto, che, come riporta la Cronaca piniatense[29] (el rey de Castiella dio su filla, que avía nombre María, al dito rey don Jayme por muller), che qui per errore è chiamata Maria, il matrimonio fu celebrato, nonostante la consanguineità, col commento che il matrimonio non fu mai consumato e che poi fu annullato[17]; poi, in seconde nozze, sposò l'erede del ducato di Bretagna, Giovanni, che, secondo le Mémoires pour servir de preuves à l'Histoire ecclésiastique et civile de Bretagne, Tome I, era il figlio maschio primogenito del visconte di Limoges e Conte di Richmond, Arturo II[30]
- Ferdinando detto l'Emplaçat (il Convocato) (1285-1312), re di Castiglia e León[31]
- Alfonso di Castiglia (Valladolid, 1286-Valladolid, 1291), fu fidanzato, nel 1291, con Giovanna Núñez di Lara (1286-1351), figlia del signore di Lara e di Biscaglia, Giovanni Núñez, e che, come riporta il Nobiliario de D. Pedro Conde de Bracelos, morì giovane[32]
- Enrico di Castiglia (Vitoria, 1288-1299) che, come riporta il Nobiliario de D. Pedro Conde de Bracelos, morì giovane[32]
- Pietro di Castiglia (Valladolid, 1290- ucciso durante la battaglia di Vega di Granada, 25 giugno 1319[33]), signore di Cameros, Almazán, Berlanga, Monteagudo e Cifuentes. Nel 1312 fu nominato tutore del nipote, Alfonso XI e fu reggente di Castiglia sino alla morte avvenuta per mano dei Mori. Pietro da Maria d'Aragona ebbe una figlia:
  - Bianca di Castiglia (ca. 1315-Burgos 1375), che, nel 1325, sposò l'erede al trono del Portogallo, Pietro; il matrimonio non fu mai consumato e, nel 1330, fu annullato. Nel 1331, Bianca divenne badessa del monastero di Santa María la Real de Las Huelgas, a Burgos, dove morì.
- Filippo di Castiglia (Siviglia, 1292- Madrid, 1327), signore di Cabrera e Ribera, divenne molto ricco. Nel 1315 circa, sposò sua cugina Margherita de la Cerda, figlia d'Alfonso de la Cerda, da cui non ebbe figli. Dal 1319 al 1325 fu reggente di Castiglia e dal 27 dicembre 1325 al 6 gennaio 1327 fu maggiordomo di suo nipote, Alfonso XI, a cui si ribellò e dopo due mesi circa morì[34]
- Beatrice di Castiglia (Toro, 1293- Lisbona, 25 ottobre 1359), sposò nel 1309 il re del Portogallo Alfonso IV del Portogallo[35]

## Ascendenza
|                              |                           |                           | Genitori                 |  |  | Nonni |  |  | Bisnonni              |  |  | Trisnonni           |  |
|                              |                           |                           |                          |  |  |       |  |  | Ferdinando II di León |  |  | Alfonso VII di León |  |
|                              |                           |                           |                          |  |  |       |  |  | Ferdinando II di León |  |  | Alfonso VII di León |  |
|                              |                           | Berengaria di Barcellona  |                          |  |  |       |  |  | Ferdinando II di León |  |  |                     |  |
| Alfonso IX di León           |                           |                           |                          |  |  |       |  |  | Ferdinando II di León |  |  |                     |  |
|                              |                           | Urraca del Portogallo     | Alfonso I del Portogallo |  |  |       |  |  |                       |  |  |                     |  |
|                              |                           | Urraca del Portogallo     | Alfonso I del Portogallo |  |  |       |  |  |                       |  |  |                     |  |
|                              |                           | Urraca del Portogallo     | Mafalda di Savoia        |  |  |       |  |  |                       |  |  |                     |  |
| Alfonso di Molina            |                           | Urraca del Portogallo     |                          |  |  |       |  |  |                       |  |  |                     |  |
|                              |                           | Alfonso VIII di Castiglia | Sancho III di Castiglia  |  |  |       |  |  |                       |  |  |                     |  |
|                              |                           | Alfonso VIII di Castiglia | Sancho III di Castiglia  |  |  |       |  |  |                       |  |  |                     |  |
|                              |                           | Alfonso VIII di Castiglia | Bianca Garcés di Navarra |  |  |       |  |  |                       |  |  |                     |  |
| Berenguela di Castiglia      |                           | Alfonso VIII di Castiglia |                          |  |  |       |  |  |                       |  |  |                     |  |
|                              |                           | Eleonora d'Inghilterra    | Enrico II d'Inghilterra  |  |  |       |  |  |                       |  |  |                     |  |
|                              |                           | Eleonora d'Inghilterra    | Enrico II d'Inghilterra  |  |  |       |  |  |                       |  |  |                     |  |
|                              |                           | Eleonora d'Inghilterra    | Eleonora d'Aquitania     |  |  |       |  |  |                       |  |  |                     |  |
| Maria di Molina              |                           | Eleonora d'Inghilterra    |                          |  |  |       |  |  |                       |  |  |                     |  |
|                              | Alfonso Téllez de Meneses | …                         |                          |  |  |       |  |  |                       |  |  |                     |  |
|                              | Alfonso Téllez de Meneses | …                         |                          |  |  |       |  |  |                       |  |  |                     |  |
|                              | Alfonso Téllez de Meneses | …                         |                          |  |  |       |  |  |                       |  |  |                     |  |
| Alfonso II Tellez de Meneses | Alfonso Téllez de Meneses |                           |                          |  |  |       |  |  |                       |  |  |                     |  |
|                              |                           | Elvira Rodríguez Girón    | …                        |  |  |       |  |  |                       |  |  |                     |  |
|                              |                           | Elvira Rodríguez Girón    | …                        |  |  |       |  |  |                       |  |  |                     |  |
|                              |                           | Elvira Rodríguez Girón    | …                        |  |  |       |  |  |                       |  |  |                     |  |
| Mayor Alonso de Meneses      |                           | Elvira Rodríguez Girón    |                          |  |  |       |  |  |                       |  |  |                     |  |
|                              |                           | Juan Fernandes de Lima    | …                        |  |  |       |  |  |                       |  |  |                     |  |
|                              |                           | Juan Fernandes de Lima    | …                        |  |  |       |  |  |                       |  |  |                     |  |
|                              |                           | Juan Fernandes de Lima    | …                        |  |  |       |  |  |                       |  |  |                     |  |
| María Yáñez de Lima          |                           | Juan Fernandes de Lima    |                          |  |  |       |  |  |                       |  |  |                     |  |
|                              |                           | María Pais Ribeira        | …                        |  |  |       |  |  |                       |  |  |                     |  |
|                              |                           | María Pais Ribeira        | …                        |  |  |       |  |  |                       |  |  |                     |  |
|                              |                           | María Pais Ribeira        | …                        |  |  |       |  |  |                       |  |  |                     |  |
|                              |                           | María Pais Ribeira        |                          |  |  |       |  |  |                       |  |  |                     |  |

### Fonti primarie
- (LA)  Monumenta Germaniae Historica, Scriptores, tomus XXIII.
- (LA)  (ES)  España sagrada, Volume 23.
- (LA)  España sagrada, Volume 2.
- (LA)  DOCUMENTOS DE LA Iglesia Colegial de Santa María la Mayor (hoy Metropolitana) DE VALLADOLID, Siglo XIII.
- (LA)  Mémoires pour servir de preuves à l'Histoire ecclésiastique et civile de Bretagne, Tome I
- (ES)  Crónica de San Juan de la Peña.
- (LA)  Spicilegium sive collectio veterum aliquot scriptorum, Volume 3.
- (ES)  Memorias historicas del Rei Alonso el Sabio
- (ES)  Cronicas de los reyes de Castilla Don Pedro
- (PT)  Nobiliario del Conde de Barcelos Don Pedro, Hijo del Rey Don Dionisio, Reyes de Portugal.

### Letteratura storiografica
- Hilda Johnstone, "Francia: gli ultimi capetingi", in Storia del mondo medievale, vol. VI, 1999, pp. 569–607
- Edgar Prestage, "Il Portogallo nel medioevo", in Storia del mondo medievale, vol. VII, 1999, pp. 576–610